# Chytonidia albidisca
Chytonidia albidisca är en fjärilsart som beskrevs av Alfred Ernest Wileman 1914. Chytonidia albidisca ingår i släktet Chytonidia och familjen nattflyn. Inga underarter finns listade i Catalogue of Life.